# Йом-Тов Липман из Мильгаузена
Липман Мильгаузен — средневековый раввин, философ, теолог, автор нескольких книг, удачливый участник диспутов с христианами, выкрестами и караимами. Наиболее выдающееся его сочинение — книга Сефер Ницахон (1410 г.), описывавшая теорию и тактику диспутов для евреев. Эта книга сначала была запрещена Папой Римским, а затем выкрадена и издана на латыни самими христианами (против которых и предназначалась). Позже книгу издали и евреи — в Амстердаме, через много лет.

## Биография и другие труды
Сведения о жизни крайне скудны. Судя по названию населенного пункта в имени, он был родом из Эльзаса. Но жил рабби в основном в Восточной Европе. Кроме «Сефер Ницахон», р. Липман написал ещё несколько довольно известных книг философско-религиозно-межкультурной направленности «Альфа-бета», «Эшколь», «Каванат тфилот».